# Pavelló Font de Sant Lluís
El Pavelló Municipal Font de Sant Lluís, conegut popularment com a La Fonteta, és un pavelló poliesportiu de la ciutat de València (País Valencià), creat l'any 1983, el qual està ubicat al barri de La Fonteta de Sant Lluís. Té una capacitat per 9.000 espectadors.
En aquest poliesportiu disputen els seus partits diferents equips de la ciutat, destacant-ne especialment el València Basket Club i el desaparegut Ros Casares València, ambdós equips de la màxima categoria estatal de bàsquet, el primer en modalitat masculina i el segon en femenina. Anteriorment també havia estat el terreny de joc del València Futbol Sala abans del seu trasllat a Torrent.
L'any 2016, el València Basket va finançar la renovació del pavelló amb 500.000 €, i també va instal·lar un nou marcador central de 150.000 €.
El 16 de juny de 2017 el València Basket s'hi proclamà campió de la Lliga ACB en aconseguir un global de 3-1 enfront del Real Madrid a la final de les eliminatòries.

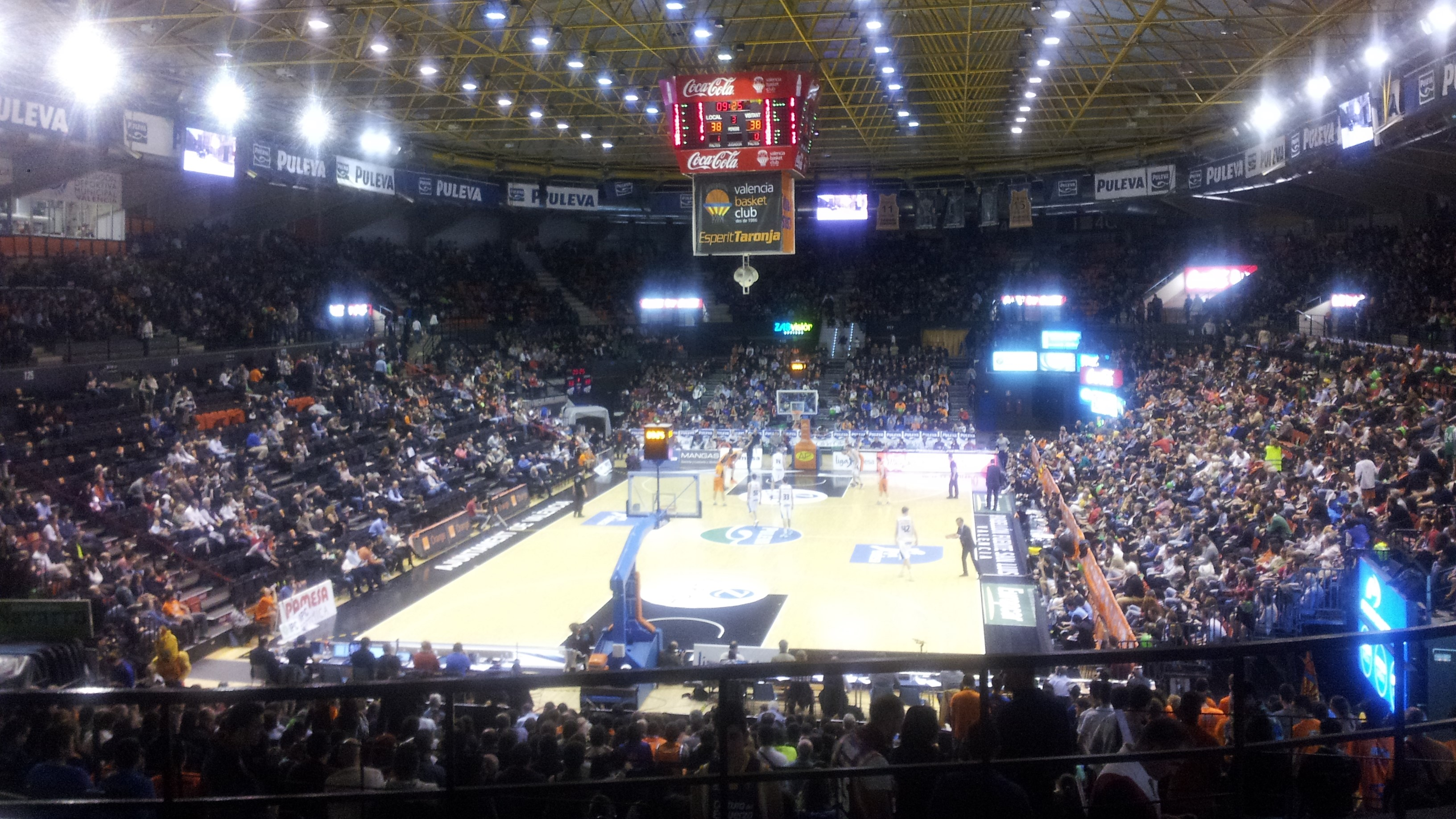
Panoràmica de La Fonteta de Sant Lluís durant un partit de la lliga ACB.